# Froilán Escobar
Froilán Escobar (1944) é um jornalista e escritor cubano, radicado na Costa Rica.